# Thomas Knutson
Pour les articles homonymes, voir Knutson.
Thomas R. Knutson est un climatologue américain.
Il est chargé de la modélisation du climat à l’US Geophysical Fluid Dynamics Laboratory, une division du National Oceanic and Atmospheric Administration (NOAA). En 2004, il a publié un article suggérant que l’augmentation de dioxyde de carbone dans l’atmosphère entraînerait des ouragans plus intense. En mai 2008, il publie une position inverse,